# Wanda Ładniewska-Blankenheimowa

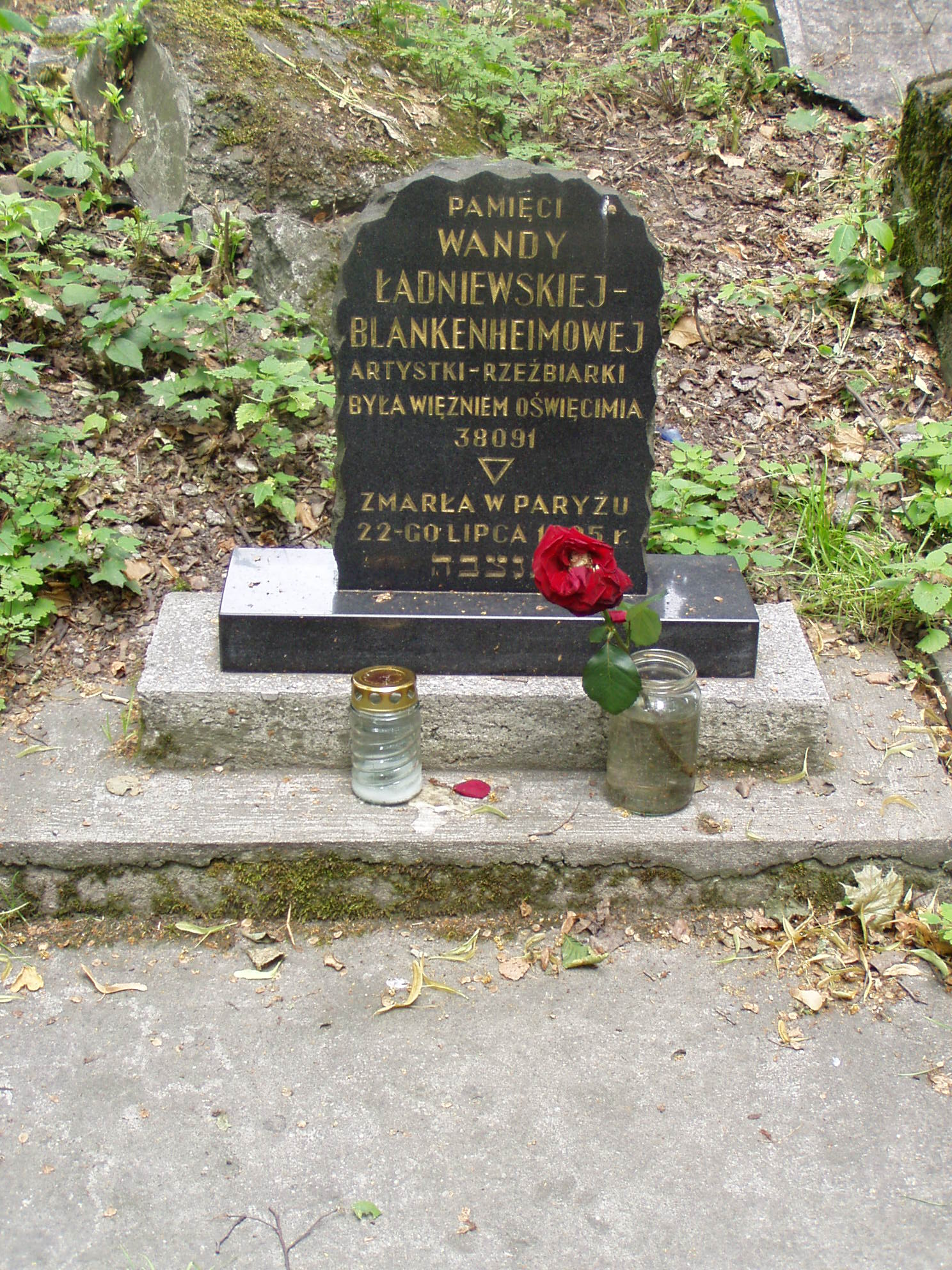
Symboliczny nagrobek Wandy Ładniewskiej-Blankenheimowej na nowym cmentarzu żydowskim przy ulicy Miodowej w Krakowie

Wanda Ładniewska-Blankenheimowa (ur. 1905 we Lwowie, zm. 22 lipca 1995 w Paryżu) – polska rzeźbiarka żydowskiego pochodzenia.

## Życiorys
Urodziła się w przedwojennym Lwowie, w rodzinie zasymilowanych polskich Żydów. Odebrała staranne przedwojenne wykształcenie ogólne, studiowała też rysunek, rzeźbę i historię sztuki we Lwowie lub w Paryżu. Łączyła ją dobra znajomość z Tadeuszem Boyem-Żeleńskim. Podczas II wojny światowej była więźniarką niemieckiego obozu koncentracyjnego Auschwitz-Birkenau o numerze 38091.
Od 1946 mieszkała we Francji, gdzie była aktywna twórczo i dobrze odnajdywała się w środowisku polskich i francuskich intelektualistów. Jej symboliczny nagrobek znajduje się na nowym cmentarzu żydowskim przy ulicy Miodowej w Krakowie, zaś jej prochy – zgodnie z życzeniem artystki – zostały rozrzucone na paryskim cmentarzu Père-Lachaise.

## Twórczość
Jej prace były wystawiane w całej Europie, m.in. w Strasburgu, Frankfurcie, Londynie i Rawennie. W latach 1948–1989 wielokrotnie zapraszano ją do udziału w paryskich Salonach sztuki. Od 1963 do 1984 paryska Galeria Lambert prowadzona przez Zofię i Kazimierza Romanowiczów, regularnie eksponowała jej prace w ramach wystaw indywidualnych i zbiorowych. W 1978 brała udział Pierwszym Europejskim Triennale Rzeźby w Paryżu.
Poza rzeźbą, wykonywała różnego rodzaju medale i medaliony, także dla Mennicy Francuskiej i Liceum Polskiego w Paryżu.

## Publikacje
- Wanda Ładniewska-Blankenheimowa, Z dwu ostatnich lat Boya (Lwów 1939-1941) – wspomnienia zamieszczone w antologii tekstów o pobycie Tadeusza Żeleńskiego (Boya) we Lwowie, w opracowaniu Barbary Winklowej[4]